# Ludwig Linsen

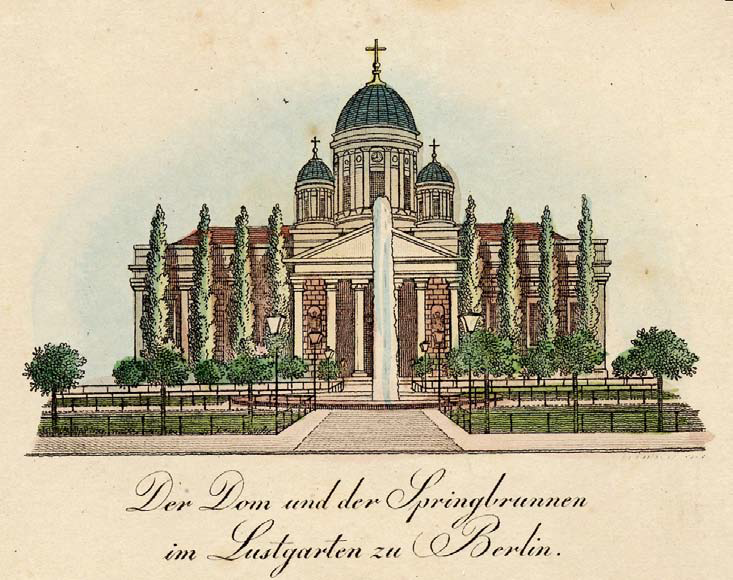
Kolorierter Kupferstich von Ludwig Linsen aus den „Erinnerungen aus Berlin“

Ludwig Linsen (* 1810; † 21. April 1858 in Berlin) war ein deutscher Kupferstecher.
Ludwig Linsen war als naturhistorischer und architektonischer Kupferstecher in Berlin tätig. 1843 wurde er von der Akademie der Künste zum Lehrer berufen. In dieser Funktion stellte er u. a. Blätter für Lehrbücher her, die archäologische Funde in Pompeji zeigten oder sich auf Bauelemente und Bauschmuck bezogen. Von 1836 bis 1842 gab er mehrmals kleine Heftchen unter dem Titel „Erinnerungen aus Berlin, der Freundschaft gewidmet“ heraus. Diese Hefte enthielten kolorierte Kupferstiche repräsentativer Gebäude in Berlin. Zwischen 1839 und 1856 beteiligt er sich wiederholt mit den für ihn charakteristischen Kupferstichen an den Ausstellungen der Akademie.